# Jan Kürschner
Jan Kürschner (* 28. August 1974 in Kiel) ist ein deutscher Rechtsanwalt und Politiker (Bündnis 90/Die Grünen). Bei der Landtagswahl 2022 wurde er in den Schleswig-Holsteinischen Landtag gewählt.

## Leben
Kürschner legte das Abitur an der Kieler Gelehrtenschule ab und studierte Rechtswissenschaften an der Christian-Albrechts-Universität zu Kiel. Seit 2008 arbeitet er als Rechtsanwalt und ist seit 2011 Fachanwalt für Strafrecht. 2021 gründete er den Grünen-Ortsverband in Felde (Kreis Rendsburg-Eckernförde). Sein politisches Engagement gilt dem Klimaschutz, der Verfolgung von Geldwäsche und Steuerhinterziehung, der Kontrolle des Verfassungsschutzes und der Verbesserung des Rechtsstaats. 2022 kandidierte er für den Schleswig-Holsteinischen Landtag und wurde auf Platz 12 der Grünen-Landesliste gewählt. Kürschner ist innen- und rechtspolitischer Sprecher der Grünen-Landtagsfraktion und leitet als Vorsitzender den Innen- und Rechtsausschuss des Landtags.